# Нухинское восстание (1930)
Нухинское восстание 1930 года — одно из крупных антисоветских восстаний в Закавказье, ставшее ответом местного населения на принудительную коллективизацию и политику раскулачивания, проводимую Советской властью. Оно охватило Нухинский и Закатальский округа, и выражало сопротивление сельского населения навязываемым реформам, которые коренным образом изменяли традиционный уклад и условия жизни. Восстание стало отражением борьбы жителей Нухи за сохранение своей религии, собственности и свободы, символом национального протеста против разрушительной аграрной политики Советской власти.

## Исторический контекст
В 1929—1930 годах по всему СССР прошла волна антисоветских восстаний, связанных с введением политики коллективизации и раскулачивания. В Нухинском округе, где проживает смешанное население (азербайджанцы, рутулы,лезгины и другие народы), коллективизация вызвала серьезное социальное недовольство.
Коллективизация также сопровождалась раскулачиванием, когда крестьяне, владевшие хоть какими-то средствами к существованию, объявлялись кулаками и подвергались конфискации имущества, выселению и ссылкам. Жителями Нухинского округа, эти действия рассматривались не только как социальная несправедливость, но и как посягательство на национальные и культурные традиции.
Установление советской власти в Азербайджане происходило длительно и болезненно, периодически сопровождаясь восстаниями в различных регионах. Одним из таких народных бунтов стало восстание 1930-х годов в Нухе (ныне Шеки) под руководством известного в то время в регионе Моллы Мустафы Шейхзаде.

## Причины восстания
- Принудительная коллективизация. Государство устанавливало полный контроль над землей, скотом и производством, вынуждая крестьян вступать в колхозы, что разрушало традиции землевладения и экономической самостоятельности и вызывало осуждение;

- Раскулачивание и репрессии. Кампания раскулачивания затрагивала не только зажиточных, но и средних крестьян, которых выселяли, лишали имущества и отправляли в ссылки, что усиливало недовольство;

- Религиозное и культурное давление. Атеистическая политика Советов, закрытие мечетей и запрет на религиозные обряды воспринимались как угроза вере и традициям, особенно на селе;

- Экономические трудности и насильственная мобилизация. Высокие налоги, принудительные поставки и мобилизация мужчин в промышленные центры ухудшали положение крестьян, лишая их выбора и усугубляя кризис;

## Ход восстания
Руководителем восстания был мулла Мустафа Шейхзаде.
Молла Мустафа родился в 1906 году в селе Баш-Шабалыд, расположенном в Нухинском округе (ныне Шекинский район), в семье священнослужителя. Он получил для своего времени достаточно хорошее образование. С 1920 по 1924 годы Мустафа вёл тайную агитацию против существующей на тот момент власти. В 1930 году он собрал единомышленников в селе Баш-Гёйнюк, где они планировали дальнейшие действия. Дом, в котором проходила встреча, был окружён сотрудниками НКВД. Это событие послужило толчком к началу восстания.
Восстание началось весной 1930 года в городе Нуха.
В ходе восстания его участники захватили тюрьму и освободили заключённых, а также взяли под контроль почтовое управление, хлебозавод и ряд других учреждений. Шейхзаде и его соратники удерживали власть в городе на протяжении 13-17 дней.
Восстание в Нухе послужило причиной для подъёма народа в других регионах, включая Карабах и Гянджу. Воспользовавшись разрозненностью повстанцев, власти ввели в город войска. Сильная армия Советского Союза вынудила восставших покинуть Нуху и укрыться в горах, чтобы избежать массовых жертв среди мирного населения.
Молла Мустафа прожил в горах несколько лет, получая помощь от местных жителей, которые тайно приносили ему продовольствие. Спустя некоторое время он попрощался со своими соратниками, призвав их выполнить требования советской власти и сдать оружие.
После этого жизнь Шейхзаде стала ещё более сложной. Сначала он отправился в село Кепенекчи в Загатальском районе, где скрывался на мельнице у своих друзей Ризвана и Орхана. Через какое-то время, используя лесные тропы, он добрался до Тбилиси, Грузия. Однако, находясь там, он стал жертвой предательства. В Балакене был задержан конокрад, знавший о месте его пребывания. В обмен на свою свободу конокрад предложил спецслужбам информацию о местонахождении Шейхзаде. Сотрудники спецслужб вместе с ним отправились в Тбилиси, где по его наводке Шейхзаде был задержан.
После ареста его доставили в Нуху и заключили в тюрьму, расположенную на территории Ханского дворца, а затем перевели в Баиловскую тюрьму в Баку. По указанию первого секретаря Коммунистической партии АзССР Мирджафара Багирова Шейхзаде был приговорён к смертной казни. Однако, в связи с указом Сталина об отмене смертной казни, приговор был заменён на десять лет заключения в Соловецкой тюрьме. По другим данным, Шейхзаде был расстрелян 1 сентября 1937 года в Баку. Существует также версия о его расстреле 8 декабря 1937 года в районе Лодейнопольского лагпункта, где он был погребён.

## Последствия восстания
После ареста Мустафы Шейхзаде, против членов семьи начались репрессии: В верхней части Нухи, недалеко от ханской мечети была вырыта яма. Родственники Шейхзаде вместе с другими невинными людьми были расстреляны и выброшены в эту яму. Мать Моллы Мустафы Аминахатун ханум, его дядя Садеддин, сестра Хадиджа, супруга Ана вместе с маленьким сыном были сосланы в ссылку.
Супруга Шейхзаде вернулась из ссылки в родное село. Ей было всего 20 лет, когда её муж умер, и до конца своей жизни (она скончалась в возрасте 83 лет) она хранила память о нём и больше не выходила замуж.